# Miguel Simão
Miguel Simão (26 de febrero de 1973) es un exfutbolista portugués que se desempeñaba como delantero.
Jugó para clubes como el Nacional, Feirense, Salgueiros, Académica de Coimbra, Aves, St. Johnstone, Sanfrecce Hiroshima, Gil Vicente, Moreirense, AD Fafe y Grevenmacher.

## Trayectoria

### Clubes
| Club                    | País       | Año         |
| ----------------------- | ---------- | ----------- |
| Nacional                | Portugal   | 1991 - 1992 |
| Feirense                | Portugal   | 1992 - 1993 |
| Salgueiros              | Portugal   | 1993 - 1995 |
| Nacional                | Portugal   | 1995        |
| Académica de Coimbra    | Portugal   | 1996        |
| Salgueiros              | Portugal   | 1996 - 1997 |
| Aves                    | Portugal   | 1997 - 1998 |
| St. Johnstone           | Escocia    | 1998 - 2000 |
| Sanfrecce Hiroshima     | Japón      | 2000        |
| Gil Vicente             | Portugal   | 2001        |
| Moreirense              | Portugal   | 2001 - 2002 |
| AD Fafe                 | Portugal   | 2002 - 2003 |
| SV Lichtenberg 47       | Alemania   | 2003 - 2004 |
| Grevenmacher            | Luxemburgo | 2004 - 2005 |
| FC CeBra 01             | Luxemburgo | 2005 - 2006 |
| FC Munsbach             | Luxemburgo | 2006 - 2007 |
| FCM Young Boys Diekirch | Luxemburgo | 2008 - 2009 |
| Moutfort-Medingen       | Luxemburgo | 2011 - 2013 |